# Jonnie Woodall
Jonathan William A. „Jonnie“ Woodall  (* 25. Januar 1946 in Oxford; † 3. April 2009 in Baschurch) war ein britischer Rennrodler, Bobsportler und Skeletonsportler.
Jonnie Woodall war Sportsoldat der British Army. 1970 begann er seine Karriere als Mitglied des Army Cresta Teams, dem er bis 1985 angehörte, beim Cresta Run in St. Moritz. Der Allrounder im Eiskanal betrieb zunächst Skeleton und Rennrodeln. Seine erste Rennrodel-Saison fuhr er 1971/72. Schon in der Saison wurde er sowohl im Einzel wie auch im Doppelsitzer britischer Meister und nahm an den Olympischen Winterspielen 1972 in Sapporo teil, wo er gemeinsam mit Stephen Marsh 19. im Doppel und 34. im Einzel wurde. 1973 gewann Woodall die Brabazon Trophy beim Cresta-Rennen, 1975 fuhr er Bahnrekord und von 1975 bis 1983 den Flying Junction Rekord.
Mitte der 1970er Jahre wechselte Woodall vom Rodeln zum Bobsport und verpasste dadurch die Olympischen Winterspiele 1976 in Innsbruck. Zunächst war er Bremser und wurde in dieser Eigenschaft 1976 Britischer Meister, 1978 Neo Champion als Fahrer, 1980 Meister im Zweier- und Viererbob sowie 1981 und 1982 Meister im Vierer. 1980 nahm er an den Winterspielen teil und wurde als Fahrer der Zweier- und Viererbobs I Zehnter und Neunter in Lake Placid. 1983 erreichte Woodall in Cervinia als Drittplatzierter in einem Zweierbob-Weltcup-Rennen sein bestes Ergebnis in dieser Wettkampfserie. Außerdem startete er in dem Jahr bei der Skeleton-Europameisterschaft 1983 in Igls. 2002 und 2003 gewann er nochmals die Titel als britischer Seniorenmeister.
Woodall erreichte den Rang eines Majors. Nachdem er die Army verlassen hatte, wurde er Präsident des Britischen Skeleton Programmes und war zuletzt Rennmanager des Britischen Skeleton Verbandes gedient. Zu dieser Zeit betrieb er noch Radsport auf hohem Niveau und nahm noch 2003 an den World Masters Track Championships teil. Für Eurosport und Pan Eurosport arbeitete er als Kommentator.
Woodall kam bei einem Unfall ums Leben, als er beim Radfahren mit einem Zug kollidierte. Er hinterließ eine Frau und vier Töchter.